# Jean-Marc Borello
Pour les articles homonymes, voir Borello.
Jean-Marc Borello, né le 7 décembre 1957, est un entrepreneur social, dirigeant associatif et militant politique français.
Il est le fondateur et président du Groupe SOS, un acteur de l'économie sociale et solidaire. Le groupe gère un vaste réseau de structures sociales, comprenant des hôpitaux, des EHPAD, des centres d'accueil pour migrants, ainsi que des initiatives sociales et environnementales.

## Biographie

### Famille et jeunesse
Jean-Marc, Robert, Dominique Borello naît le 7 décembre 1957 à Aix-en-Provence, dans les Bouches-du-Rhône. Né d'un père militaire et d'une mère ouvrière, il passe son enfance à Gardanne, dans le bassin minier de Provence, et fréquente un lycée d'Aix-en-Provence.

### Carrière dans le secteur social et associatif
Il devient en 1977 éducateur spécialisé dans un centre d’accueil pour jeunes délinquants. Il mène pendant sa carrière d'éducateur un projet expérimental qui aboutira à ce que sont aujourd'hui les centre éducatifs fermés ou les centre éducatifs renforcés : il passe plusieurs mois en tête à tête avec un jeune déclaré « inassumable en milieu carcéral », une histoire racontée par un sociologue.
Engagé dans la lutte contre le sida, Jean-Marc Borello est dans les années 1990 et 2000 président de l'Union des associations de lutte contre le sida (UNALS), vice-président d'Ensemble contre le sida (association présidée par Pierre Bergé) et d'Élus locaux contre le sida (association présidée par Jean-Luc Romero).
En 2010, Jean-Marc Borello devient le premier président du Mouvement des entrepreneurs sociaux (devenu Mouvement Impact France), qu'il a contribué à créer.
En 2017, Jean-Marc Borello et le Groupe SOS, associé au chef Thierry Marx et à son école « Cuisine Mode d'emplois », remportent la gestion du Pavillon Elysée, appartenant à la Ville de Paris. C'est la première fois qu'une structure de l'économie sociale et solidaire développe son activité sur « la plus belle avenue du monde ».
En septembre 2017 Jean-Marc Borello, qui n'a pas souhaité rejoindre le gouvernement, accepte à la demande de la ministre du Travail Muriel Pénicaud, dont il est un proche, de conduire à titre bénévole et en tant que président du groupe SOS une « mission relative à l’innovation sociale au service de la lutte contre les exclusions du marché du travail ». En janvier 2018, Jean-Marc Borello remet son rapport à la ministre du Travail sur les politiques d'inclusion. Ce rapport « Donnons-nous les moyens de l'inclusion » propose la transformation des contrats aidés, notamment en sélectionnant les employeurs qui peuvent y recourir, l'intégralité s'inscrivant dans le secteur non marchand. L'accent est mis sur la formation et l'accompagnement des personnes dans leur parcours d'insertion.
En septembre 2019, après le mouvement des Gilets jaunes, Jean-Marc Borello indique vouloir créer avec le groupe SOS 1 000 cafés en zone rurale, des lieux « multiservices » dans des communes où les commerces ont disparu. Ces établissements servent de lieux de convivialité et proposent divers services de proximité dans les zones rurales,.
Il est également administrateur de plusieurs fondations (Veolia, Accor, Monoprix, ou Engie).

### Engagement politique
En 1981, il entre au cabinet de Gaston Defferre, membre du Parti socialiste, à la mairie de Marseille.
Parallèlement, il est nommé en 1982 chargé de mission à la Mission interministérielle de lutte contre la drogue et la toxicomanie (MILDT).
De 1984 à 1986, il est chef de cabinet de Gilbert Trigano, délégué chargé des nouvelles formations auprès du Premier ministre, Laurent Fabius, pendant la présidence de François Mitterrand.
En 1988, avec le retour de la droite au pouvoir, et en désaccord avec les orientations politiques, il choisit de quitter la fonction publique.
En octobre 2016, il devient délégué national d'En marche !, mouvement présidé par Emmanuel Macron, dont il a été l'enseignant lorsque celui-ci était étudiant à Sciences Po Paris et qu'il a préparé au concours d'entrée de l'ÉNA.
Il est membre de la commission d'investiture du mouvement pour les élections législatives. En décembre 2017, il intègre le bureau exécutif de La République en marche. Il est président de la commission nationale d'investiture du parti pour les élections européennes de 2019 et membre de la commission nationale d’investiture du parti pour les élections municipales de 2020.
En septembre 2020, il succède à Pierre Person comme délégué général adjoint du parti, en tandem avec Marie Guévenoux.
Le 20 janvier 2025, à l’occasion de l’annonce de la composition du nouveau bureau de Renaissance, il retrouve le statut de simple membre, sans assumer de responsabilité exécutive particulière,.

### Prises de position
Jean-Marc Borello a pris la parole à de nombreuses reprises, notamment sur l'immigration. Dans une tribune publiée dans Les Echos en décembre 2022, il déclare : "Au Groupe SOS, nous considérons que les personnes migrantes sont une chance pour notre pays [...]". Il réaffirme ces propos dans le Média Social, en ajoutant que "les étrangers représentent une part importante des effectifs dans différents domaines" et qu'ils sont "souvent des collaborateurs précieux". Position qu'il avait déjà défendu dans Le Point en 2019, en s'adressant aux entreprises : "Les chefs d'entreprise doivent voir l'immigration comme une extraordinaire opportunité".
En novembre 2023, il exprime fermement son opposition au projet de loi contre l'immigration.

### Controverses
En 1999, Jean-Marc Borello est condamné à six mois de prison avec sursis pour « avoir facilité l’usage illicite de stupéfiants en laissant se dérouler et prospérer dans les établissements dont ils avaient la responsabilité »,, après une saisie d'ecstasy sur un client du Palace, établissement appartenant au groupe Régine dont il est alors le PDG.
Jean-Marc Borello est dans les années 1990 administrateur de l’institut des Tournelles, association de protection de l’enfance. Alors que le directeur de l’institut est soupçonné de viol sur un mineur, Jean-Marc Borello le défend à la barre, convaincu de l'impossibilité d'« histoires de pédophilie » dans cette institution. Le directeur sera condamné à douze ans de prison en 2004,.
Avec les années et le développement important que connaît le groupe SOS, la notoriété s'amplifie. Jean-Marc Borello est surnommé « le Bernard Tapie », « l'industriel du social » ou « Vivendi » par la presse, où il est accusé par certains de reproduire dans le monde associatif « les logiques prédatrices du capitalisme classique », et d’avoir constitué avec le groupe SOS « un petit empire géré de façon clanique ». Selon Le Monde en 2018, le pouvoir paraît en effet concentré entre les mains du président et de quelques dirigeants du groupe, liés pour certains d’entre eux par des relations affectives ou familiales. Le président de l’Union nationale interfédérale des œuvres et organismes privés non lucratifs sanitaires et sociaux juge que « cette absence de contrôle démocratique, de contre-pouvoir, pose problème dans un domaine comme l’action sociale ». Le quotidien révèle ainsi le conflit d'intérêts relevé par l’Agence nationale de contrôle du logement social, avec quatre dirigeants du groupe SOS ayant bénéficié de conditions très avantageuses pour acheter des appartements faisant partie du patrimoine immobilier du groupe, estimé à 500 millions d'euros. Le groupe SOS a répondu qu'il devait se séparer de ces logements, une simple priorité d'information à des salariés ayant été actée par les conseils d'administration du groupe après évaluation par un expert indépendant assermenté[source insuffisante]. Le groupe en publiant l'intégralité de la procédure suivie à l'époque[source insuffisante] explique pour sa part que ces logements étaient « non conventionnés ou inadaptés à l’activité de la Coopérative ».
Jean-Marc Borello est aussi décrit en patron se déplaçant en voiture avec chauffeur, passant des week-ends dans une propriété du groupe à Hautefeuille, Les Tournelles, un château avec piscine, jacuzzi, salle de projection et parc avec kangourous, « des signes qui passent mal dans le milieu de l’action sociale et qui contrastent avec le sort des salariés de base ». Jean-Marc Borello est également l'objet d'un article en janvier 2023 dans Le Monde diplomatique .
Il est l'objet de deux articles en décembre 2018, dans Le Monde tout d'abord, puis dans Libération, qui rendent compte d'accusations de harcèlement et d’agressions sexuelles dans son entreprise de la part de plusieurs anciens employés. Aucune plainte n'a à ce jour été déposée. Invoquant la « culture du groupe », Jean-Marc Borello se défend de toute agression. Dans Le Monde, Isabelle Rey-Lefebvre et Denis Cosnard intitulent leur article « Économie solidaire : Jean-Marc Borello, l’homme qui fait du social un business » et résument les accusations ainsi « M. Borello s’est vu qualifier de « Bernard Tapie », d’« industriel du social ». Certains l’accusent de reproduire dans le monde associatif les logiques prédatrices du capitalisme classique. Et d’avoir constitué, avec SOS, un petit empire géré de façon clanique ». De fait, l'État dont il se veut proche, les collectivités locales et la Caisse primaire d’assurance maladie représentent plus de 75 % de ses financements.

## Décoration
- Chevalier de la Légion d'honneur, en 2000[52]
- Officier de l'ordre national du Mérite, chevalier en 1993, officier en 2014[53]

## Ouvrages
- SOS contre toute attente, Paris, Rue de l'échiquier, coll. « Conversations solidaires », 2009, 158 p. (ISBN 978-2-917770-04-7, BNF 42100373) ;
- Avec François Bottollier-Depois et Nicolas Hazard, L'entreprise du XXIe siècle sera sociale ou ne sera pas, Paris, Rue de l'échiquier, 2012, 317 p. (ISBN 978-2-917770-26-9, BNF 42690083) ;
- Avec Thomas Bout, Les pieds sur terre, la tête dans les étoiles : sur les pas du fondateur du groupe SOS, Paris, Rue de l'échiquier, coll. « Conversations solidaires », 2013, 191 p. (ISBN 978-2-917770-49-8, BNF 43708139) ;
- Sous la dir. de Nathalie Calmé, avec Jean-Guy Henckel, Manifeste pour un monde solidaire, Paris, Le Cherche midi, coll. « Pour un monde meilleur », 2015, 219 p. (ISBN 978-2-7491-3504-5, BNF 44275371).
- Pour un capitalisme d’intérêt général, Paris, Débats Publics, coll. "Sens" sous la direction de Patrick Poivre d'Arvor, 2017, 193 p.

- L'entreprise doit changer le monde, Paris, Débats Publics Éditions, 2019[54]
- Mon bonheur, c'est les autres, Paris, Débats Publics Éditions, 2022[55]